# Olena Zhupina
Olena Zhupina  (en ukrainien : Олена Жупіна, née le 23 août 1973 à Zaporizhzhia) est une plongeuse ukrainienne, médaillée de bronze aux Jeux olympiques de 2000.

## Carrière
Olena Zhupina remporte sa première médaille internationale en 1993, aux Championnats d'Europe, en prenant la troisième place à 10 mètres.
Aux Championnats du monde de natation 1998 organisés à Perth, Zhupina réalise le doublé à la plateforme de 10 mètres, en remportant le titre en individuel et en synchronisé, associée à Svitlana Serbina.
En 2000, associée Ganna Sorokina, Olena Zhupina prend la troisième place aux Jeux olympiques, dans l'épreuve du plongeon synchronisé à 3 mètres. Elle remporte également trois médailles de bronze aux Championnats d'Europe.
Associée à Olena Leonova, elle se place deuxième aux Championnats d'Europe 2002 au plongeon synchronisé à 10 mètres. La paire ukrainienne est devancée par les Allemandes Annett Gamm et Ditte Kotzian. En individuel, toujours à 10 mètres, Zhupina termine au pied du podium.
En 2004, elle remporte la médaille d'argent lors des Championnats d'Europe à la plateforme de 10 mètres, derrière l'Italienne Tania Cagnotto.
Olena Zhupina met un terme à sa carrière à l'issue des Jeux olympiques de 2004.

### Palmarès
| Date | Compétition           | Lieu      | Résultat | Épreuve                 |
| ---- | --------------------- | --------- | -------- | ----------------------- |
| 1993 | Championnats d'Europe | Sheffield | 3e       | Plateforme de 10 mètres |
| 1996 | Jeux olympiques       | Atlanta   | 5e       | Tremplin de 3 mètres    |
| 1996 | Jeux olympiques       | Atlanta   | 6e       | Plateforme de 10 mètres |
| 1998 | Championnats du monde | Perth     | 1re      | Plateforme de 10 mètres |
| 1998 | Championnats du monde | Perth     | 1re      | Synchronisé à 10 mètres |
| 1999 | Championnats d'Europe | Istanbul  | 1re      | Synchronisé à 3 mètres  |
| 1999 | Championnats d'Europe | Istanbul  | 1re      | Plateforme de 10 mètres |
| 2000 | Championnats d'Europe | Helsinki  | 3e       | Synchronisé à 3 mètres  |
| 2000 | Championnats d'Europe | Helsinki  | 3e       | Plateforme de 10 mètres |
| 2000 | Championnats d'Europe | Helsinki  | 3e       | Synchronisé à 10 mètres |
| 2000 | Jeux olympiques       | Sydney    | 3e       | Synchronisé à 3 mètres  |
| 2000 | Jeux olympiques       | Sydney    | 6e       | Plateforme de 10 mètres |
| 2002 | Championnats d'Europe | Berlin    | 4e       | Plateforme de 10 mètres |
| 2002 | Championnats d'Europe | Berlin    | 2e       | Synchronisé à 10 mètres |
| 2004 | Championnats d'Europe | Madrid    | 2e       | Plateforme de 10 mètres |
| 2004 | Championnats d'Europe | Madrid    | 6e       | Synchronisé à 10 mètres |
| 2004 | Jeux olympiques       | Athènes   | 9e       | Plateforme de 10 mètres |